# Newburgh (New York)
Newburgh je grad u američkoj saveznoj državi New York. Prema popisu stanovništva iz 2010. u njemu je živjelo 28.866 stanovnika.